# Беннебрук
Беннебрук (нід. Bennebroek, нід. вимова: [ˈbɛnəbruk] ( прослухати)) — село в нідерландській провінції Північна Голландія. Входить до муніципалітету Блумендал.
Його площа становить 1,81 км², а населення станом на 2021 рік складало 5 275 осіб.
До 2009 року мало статус окремого муніципалітету і було найменшим за площею муніципалітетом країни.

## Галерея

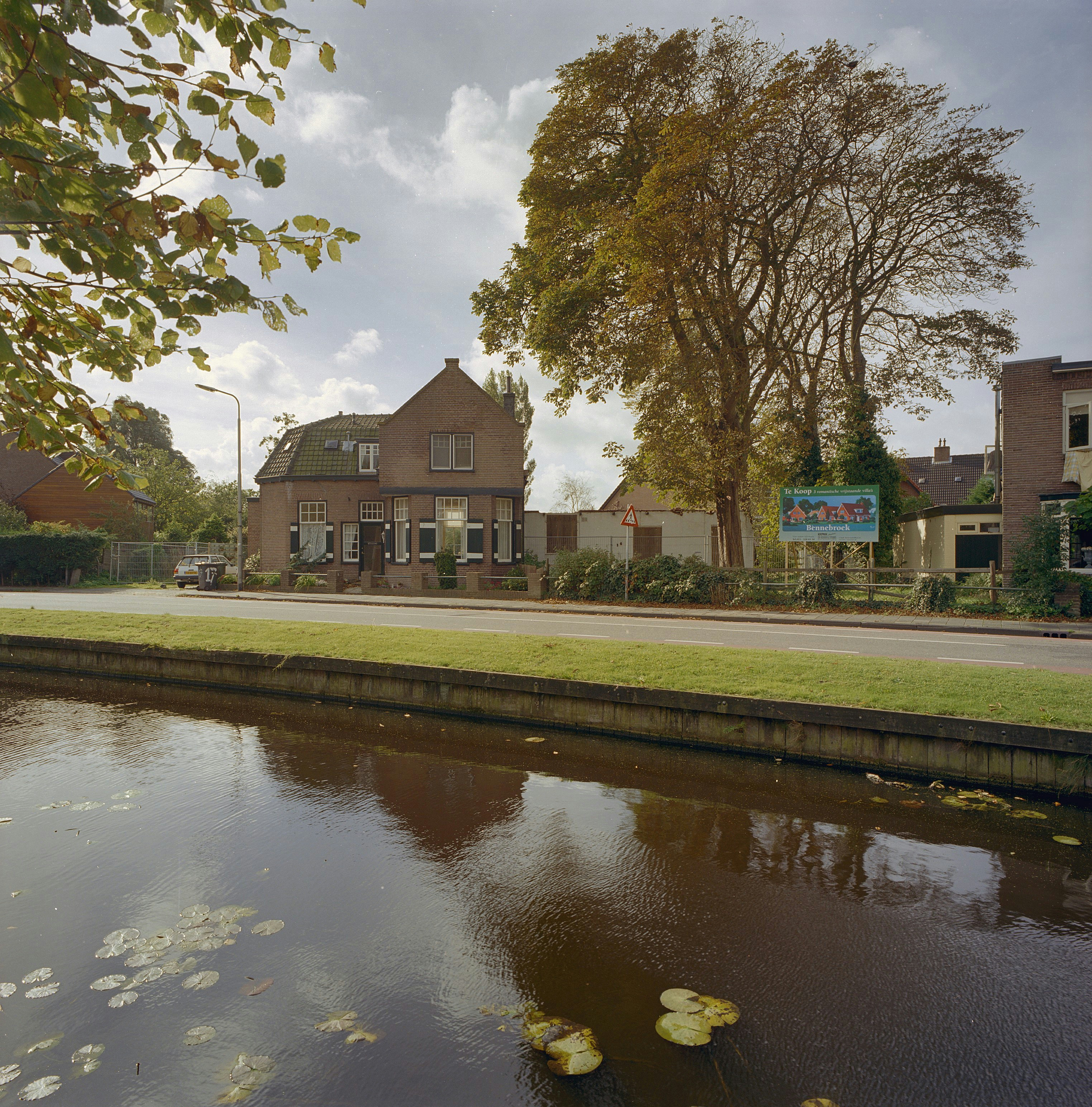
Сільська забудова
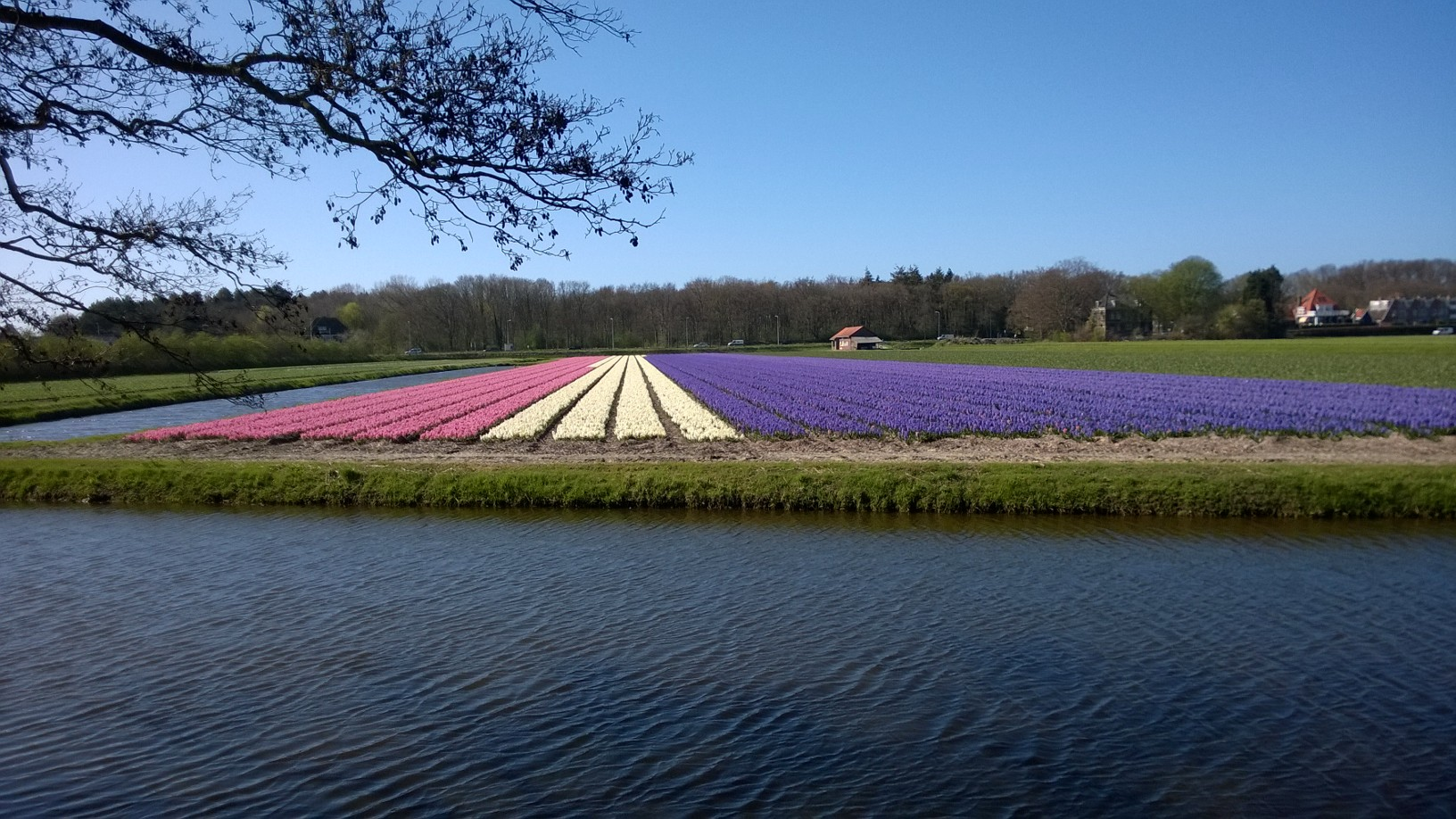
Поля поблизу Беннебрука
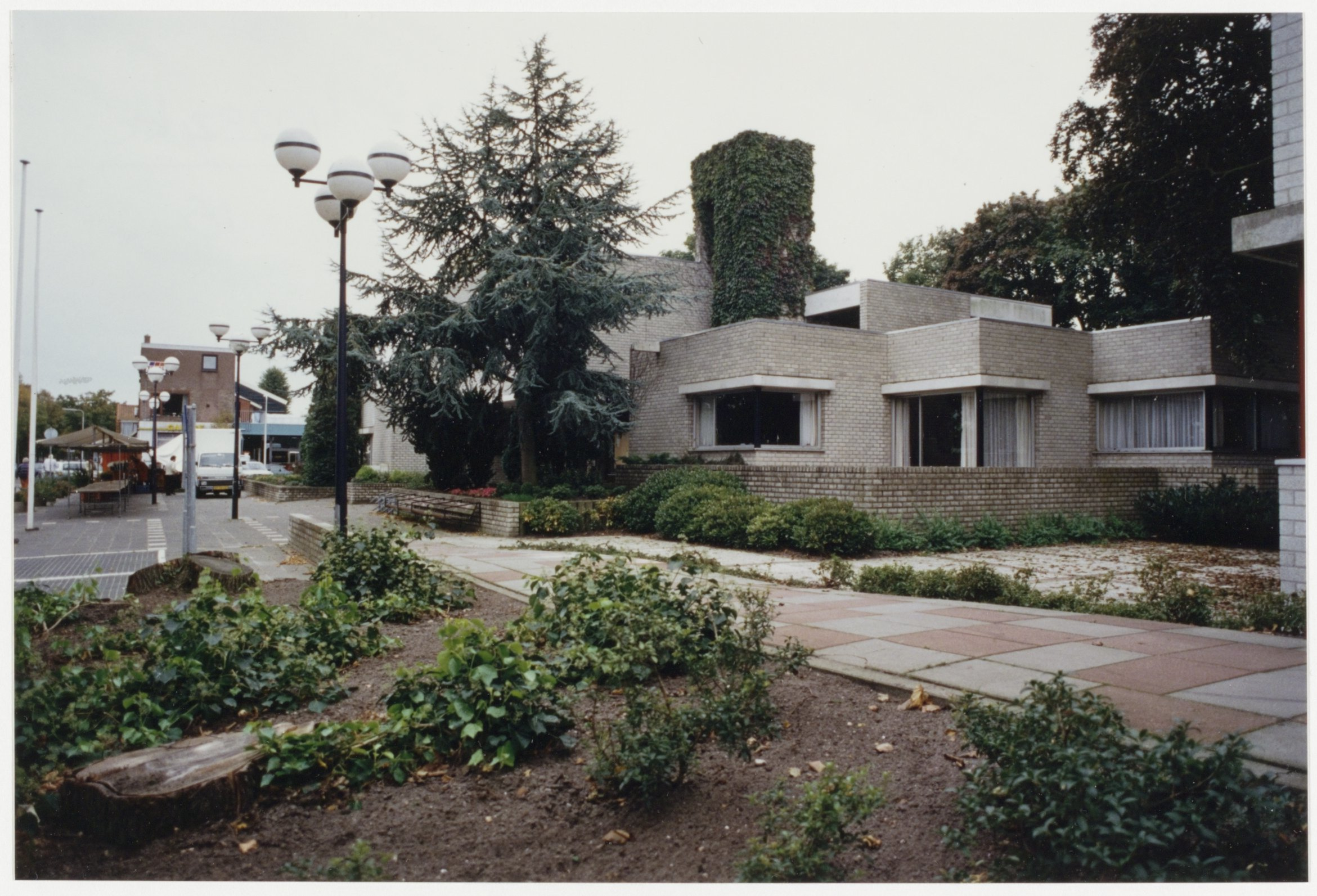
Будівля колишньої мерії
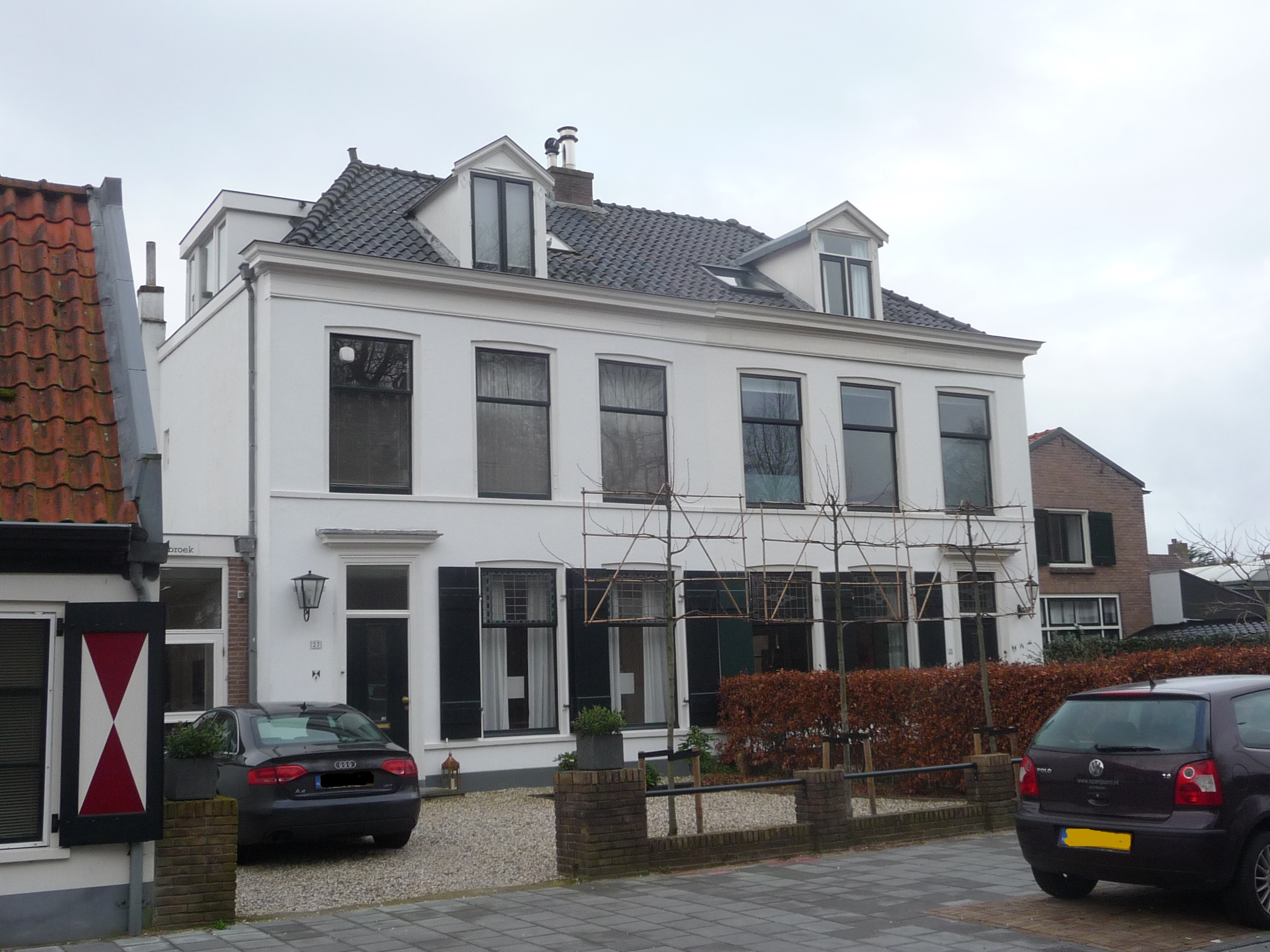
Будинок у селі